# Luís I của Bồ Đào Nha
Dom Luís I (31 tháng 10 năm 1838 - 19 tháng 10 năm 1889) là thành viên của Nhà Bragança, và là Vua của Bồ Đào Nha và Algarves. Là con trai thứ hai của Fernando II và Maria II, ông kế vị ngôi vua sau khi cái chết của anh trai Pedro.